# 592 هـ
592 هـ هي سنة في التقويم الهجري امتدت مقابلةً في التقويم الميلادي بين سنتي 1195 و1196.

## وفيات
- ابن مضاء